# Hryzko Hryhorenko

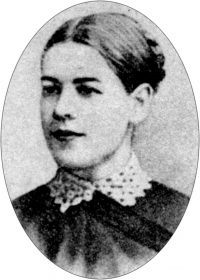
Hryzko Hryhorenko

Hryzko Hryhorenko (ukrainisch Грицько Григоренко, bürgerlich Oleksandra Jewheniwna Sudowschtschykowa-Kossatsch, ukrainisch Олександра Євгенівна Судовщикова-Косач, * März 1867 in Makarjew, Gouvernement Kostroma, Russisches Kaiserreich; † 27. April 1924 in Kiew) war eine ukrainisch-sowjetische Schriftstellerin und Übersetzerin.

## Biografie
Ihr Vater unterrichtete an einem Kiewer Institut und hatte enge Beziehungen zu Mychajlo Drahomanow und ukrainischen Personen in Kiew im Allgemeinen. Er wurde, weil er sich angeblich auf einem Lehrerkongress an der Kiewer Universität gegen die Regierung ausgesprochen hatte, nach Makarjew verbannt. Nach seinem Tod 1868 brachte sein Schwager die Witwe und ihre Tochter in Drahomanows Familie unter.
Oleksandra absolvierte das Gymnasium in Kiew, besuchte ab 1885 eine höhere Lehranstalt und freundete sich eng mit einer Gruppe um Lessja Ukrajinka an. In den 1880er Jahren ließ sie sich in der Region Poltawa nieder, wo sie die Volkstypen und das Volksleben untersuchte. Sie heiratete Olena Ptschilkas Sohn Mychajlo Kossatsch und zog 1893 mit ihm nach Tartu, wo er gerade seinen Universitätsabschluss machte. In Tartu veröffentlichte Sudowschtschykowa-Kossatsch 1898 unter dem Pseudonym Hryzko Hryhorenko ihre erste Sammlung mehrerer Kurzgeschichten mit dem Titel „Unsere Leute im Dorf.“ Es wurde von Lessja Ukrajinka und Iwan Franko gut aufgenommen. Sudowschtschykowa-Kossatsch schrieb hauptsächlich Geschichten und Theaterstücke.
1901 starb ihr Mann in Charkow. Sie schrieb sich an der juristischen Fakultät in Kiew ein und arbeitete nach ihrem Abschluss am Gericht. Aufgrund von Unzufriedenheit mit ihrer Arbeit zog sie nach Hadjatsch, wo ihre Tochter das Gymnasium abgeschlossen hat, und arbeitete als Hauslehrerin und Autorin für mehrere ukrainische Zeitschriften. Sie war auch als Übersetzerin aus dem Englischen, Französischen, und Schwedischen tätig. Sudowschtschykowa-Kossatsch lebte ab 1917 mit Olena Ptschilka in Mohyliw-Podilskyj. Ihr Gesundheitszustand verschlechterte sich und sie starb nach zwei Operationen.

## Rezeption
Borys Hrintschenko sprach sich gegen den Pessimismus der Autorin aus und sagte auch, dass sie „nicht die ganze Wahrheit sagt“, weil sie nur die dunklen Farben des Lebens der Menschen zeigt. Sudowschtschykowa-Kossatsch antwortete darauf, dass sie nicht so schreiben will, wie früher überall geschrieben wurde, und sagte „Ich werde dem Leben selbst auflauern, lebendige, zitternde Stücke davon abschneiden, es in meinem Album aufzeichnen und sonst nichts. Und die Seiten dieses Albums werden sich anstrengen und bewegen und zum Leben erwachen, jeder Buchstabe wird mit lebendigem Blut gefüllt und sie werden leben, lachen, weinen. Und es wird das Leben selbst sein, in Strängen, nicht alle gleich bunt, nicht alle gleich schwarz.“
Laut Sofija Rusowa lassen sich Sudowschtschykowa-Kossatschs gesamte Werke in zwei Gruppen einteilen: Ethnographische und alltägliche Geschichten, in denen sie den damaligen Scheideweg des wirtschaftlichen und moralischen Lebens darstellt, und der zweite kleinere Teil sind Geschichten aus dem Leben der ukrainischen Intelligenzija, in dem sich moderne Einflüsse widerspiegeln, wie psychologischer Individualismus und die Suche nach Schönheit im Leben. Sudowschtschykowa-Kossatschs Hauptstärke sei ihre Schilderung der Psychologie der Dörfer und des Landes, der Armut, der Dunkelheit, und des moralische Verfalls, die zu Ausschweifungen, Wahnsinn und gegenseitigem Hass führen.
1930 veröffentlichte der Charkiwer Verlag Ruch zwei Bände mit Sudowschtschykowa-Kossatschs Werken zusammen mit einer Biografie der Autorin und einer kritischen Bewertung ihrer Werke.